# Arranjo (música)
Arranjo, em música, é a preparação de uma composição musical para a execução por um grupo específico de vozes ou instrumentos musicais. Isso consiste basicamente em reescrever o material preexistente para que fique em forma diferente das execuções anteriores ou para tornar a música mais atraente para o público e usar técnicas de rítmica, harmonia e contraponto para reorganizar a estrutura da peça de acordo com os recursos disponíveis, tais como a instrumentação e a habilidade dos músicos. O arranjo pode ser uma expansão, quando uma música para poucos instrumentos será executada por um grupo musical maior como uma orquestra ou grupo coral. Pode também ser uma redução, como quando uma música para orquestra é reduzida para ser tocada por um conjunto menor ou mesmo por um instrumento solista.
O músico responsável por esta atividade é chamado arranjador. Muitos compositores fazem os arranjos de suas próprias canções, mas em muitos casos, o arranjador é um músico especializado e experiente. Atualmente as atividades do arranjador muitas vezes se confundem com as do produtor musical.
Alguns acreditam que arranjo pode ser entendido como uma transformação feita em uma música de modo a torná-la mais agradável e bela. Esta opinião não é compartilhada por todos os músicos, uma vez que um arranjo pode ser feito com diversos objetivos estéticos e os conceitos de belo ou agradável não podem ser objetivamente definidos. Em alguns casos, o arranjo pode ser usado para deliberadamente criar um contraste, não necessariamente mais belo, com a versão original. Em outros casos, como nas trilhas sonoras de alguns filmes, é comum a utilização da música para criar desconforto na audiência, em cenas de suspense ou terror, entre outras.

## Elementos do arranjo
Para fazer um bom arranjo é necessário um grande conhecimento musical, pois esta atividade engloba muitos elementos diferentes. Antes de iniciar o arranjo, o músico deve planejar seu trabalho e conhecer bem seus objetivos e os recursos disponíveis. Em muitos casos o arranjo inclui a mudança no estilo da música. É possível, por exemplo, transformar um samba em um rock ou uma peça composta para uma voz solista pode ser cantada por um coral. Cada estilo musical possui um conjunto característico e reconhecível de elementos. Por exemplo, no Jazz é comum o uso de dissonâncias, quartas e sextas paralelas, mas em outros estilos, estes intervalos produziriam resultados indesejáveis. Para alcançar os objetivos de um bom arranjo, o músico deve dominar os aspectos descritos a seguir:
- Criação da base rítmica, contracantos e linhas de baixo. Baixo aqui se refere ao acompanhamento harmônico de base, que pode ser executado por vários instrumentos como piano ou instrumentos de sopro, além do baixo propriamente dito. De forma semelhante, a seção rítmica pode conter além dos instrumentos de percussão, outros instrumentos com função rítmica, como guitarras e piano. A criação da base rítmica deve utilizar a métrica e variações de ritmo, tais como a síncope, que caracterizam cada estilo;
- Instrumentação. Um arranjo para voz e violão é muito diferente de um arranjo para orquestra. O resultado obtido por cada formação é muito diferente e o arranjador deve conhecer e valorizar as virtudes de cada instrumento. Isso inclui o conhecimento do timbre e da extensão de cada instrumento e a utilização dessas qualidades na linguagem de cada estilo. Por exemplo, uma seção de metais é utilizada de forma muito diferente em um arranjo latino como uma salsa ou em uma valsa;
- Estilo, dinâmica, variações de andamento, expressão e outras instruções para os executantes;
- Estruturação da peça, incluindo a criação de seções de introdução, interlúdio e coda e repetições das seções principais e refrões, quando existentes. O arranjo também pode incluir o planejamento de momentos específicos na música para a improvisação instrumental ou vocal;
- Documentação do trabalho através de partituras ou outros métodos de notação musical.

## Música popular
Em geral o compositor popular escreve canções com uma melodia básica e o acompanhamento rítmico/harmônico de um único instrumento (em geral piano ou violão). O trabalho do arranjador consiste em expandir a música para um conjunto mais abrangente, prover as partes complementares, como as linhas de baixo e ritmos, acrescentar solos e contracantos e preparar a música para a instrumentação desejada. É comum, por exemplo, que um grupo musical possua arranjos diferentes da mesma canção para gravação, execução ao vivo em teatros ou execução em grandes espaços, como estádios. Atualmente também se tornaram muito comuns as execuções de música popular com instrumentação acústica ou com acompanhamento orquestral.
Em gêneros em que a improvisação é mais comum, como o jazz ou o choro, o arranjo fornece a estrutura temática e harmônica básica, deixando espaço para seções de improvisação. Como o jazz é um gênero em que as contribuições do executante são valorizadas, o arranjador também pode acrescentar material original ou citações de outras músicas, fazendo com que cada execução da mesma canção se torne um trabalho de múltiplos autores.
Com o progresso dos equipamentos de gravação e reprodução sonora, o conceito de arranjo também evoluiu. O arranjador pode acumular o papel de produtor musical e engenheiro de som e trabalhar na gravação das canções de um álbum ou na definição da forma que uma música terá em uma execução ao vivo. Em outros casos o arranjo não é formalizado ou escrito. Em bandas de música popular é comum a criação coletiva do arranjo, cada músico contribuindo com as partes de seu próprio instrumento.

## Música erudita
Na música erudita tradicional o arranjo é menos flexível. O arranjo envolve as mudanças de instrumentação - o que inclui a transposição das notas (se o instrumento for de transposição, como o trompete em Si bemol, por exemplo, versus um Corne inglês em Fa) e a adaptação da tessitura de cada instrumento tocado, assim como também a instrução na partitura quanto a técnica para se tocar a obra em questão. Isso não significa que o arranjador erudito tenha um trabalho mais fácil, pois preservar as características da composição original em uma nova instrumentação exige um grande conhecimento da técnica e da extensão de cada instrumento. Uma das formas mais comuns de arranjo erudito é a redução da instrumentação. Peças compostas para orquestra podem ser reduzidas para a execução por grupos de câmara. Concertos para orquestra e instrumento solista podem ter todo o acompanhamento orquestral reduzido para piano solo, geralmente para fins de estudo.
As melodias usadas nos corais do período Barroco, como também nos prelúdios corais, por exemplo, são arranjos elaborados dos cantos gregorianos. Johann Sebastian Bach é conhecido internacionalmente como um dos maiores arranjadores na História da Música. Ele recebe justos créditos como compositor, mas Bach utilizou temas melódicos populares e hinos usados na Igreja, durante os ofícios do período medieval para suas obras. Bach também usou concertos escritos por ele próprio para arranjá-lo para outros instrumentos, como no caso do Concerto para Oboé e Violino em ré menor, transformado no Concerto para dois pianos em dó menor, que nada mais é do que um arranjo musical aonde Bach transpõe a melodia de cada instrumento, arranjando para o outro novo concerto - ambos são classificados BWV 1060. Isto foi, por muitos anos, algo muito praticado, visto que os compositores tinham a necessidade de compor muito rapidamente e, por falta de tempo, frequentemente não usavam temas originais, mas sim temas preexistentes para transformá-los numa nova obra - que não passava de um arranjo musical. A famosa Ária da quarta Corda da Suite número 3 de Bach, BWV1068, é também um Concerto para Flauta e orquestra de Bach. Bach também usou pelo menos um tema de Vivaldi, assim como Villa-Lobos e Stravinsky usaram temas de Bach para arranjá-los em novas obras, expandindo o tema melódico preexistente. Franz Liszt também fez muitos arranjos, assim como Wolfgang Amadeus Mozart, Franz Schubert, Frédéric Chopin e muitos outros.
No sentido oposto, peças compostas para conjuntos de câmara, instrumento solo ou canto a capella podem ser expandidos para serem executados por grandes orquestras e corais. Alguns compositores eruditos ficaram bastante conhecidos por sua habilidade de orquestração e muitas vezes as composições se tornam muito mais conhecidas após receberem deles novos arranjos. Um exemplo muito conhecido desse tipo de intervenção é a composição Os quadros de uma exposição, de Modest Mussorgsky, uma suíte de pequenas peças originalmente escritas para piano solo, mas que são muito mais executadas em seu arranjo orquestral, feito por Maurice Ravel.
Outra forma de arranjo erudito é a criação de Suítes: Conjuntos de peças instrumentais ou canções extraídas de uma ópera, balé ou música cênica, para a execução em concerto. Neste caso, além da seleção dos trechos mais significativos da obra também são removidas seções de música incidental, recitativos e outros elementos que não teriam interesse durante um concerto.
Também é bastante comum que os compositores eruditos utilizem temas populares ou folclóricos e os apresentem com "roupagem" erudita. Esta prática teve grande expressão no "nacionalismo", movimento típico do final do período romântico e do modernismo.